# Shakin’ Stevens
Shakin’ Stevens, születési nevén Michael Barratt (Cardiff, 1948. március 4. –) walesi énekes.
Stevens 1967 októberében vette feleségül Carole Dunnt, akivel 42 évig éltek házasságban. 2009-ben elváltak. Három közös gyermekük született: Jason, Dean és Paula. Válásuk után Stevens Sue Davissel került kapcsolatba.
A Cardiff City walesi futballcsapat egyik leghíresebb támogatója.

## Diszkográfia

### Stúdióalbumok
- 1970 – A Legend
- 1971 – I'm No J.D.
- 1972 – Rockin' and Shakin'
- 1973 – Shakin' Stevens & Sunsets
- 1975 – Manhattan Melodrama
- 1977 – C'mon Memphis
- 1978 – Shakin' Stevens
- 1980 – Take One!
- 1980 – Marie, Marie
- 1981 – This Ole House
- 1981 – Shaky
- 1982 – Give Me Your Heart Tonight
- 1983 – The Bop Won't Stop
- 1985 – Lipstick, Powder and Paint
- 1987 – Let's Boogie
- 1988 – A Whole Lotta Shaky
- 1990 – There Are Two Kinds of Music... Rock 'n' Roll
- 1991 – Merry Christmas Everyone
- 2007 – Now Listen
- 2016 – Echoes of Our Times
- 2023 – Re-Set

### Válogatásalbumok
- 1984 – Greatest Hits
- 1992 – The Epic Years
- 1996 – The Hits of Shakin' Stevens
- 2005 – The Collection